# Ліам Купер
Ліам Купер (англ. Liam Cooper; нар. 30 серпня 1991, Кінгстон-апон-Галл) — шотландський футболіст, захисник болгарського клубу ЦСКА (Софія).
Виступав, зокрема, за клуби «Галл Сіті» та «Лідс Юнайтед», а також національну збірну Шотландії.

## Клубна кар'єра

### Ранні роки
Народився 30 серпня 1991 року в місті Кінгстон-апон-Галл. Освіту здобув у школі «Мале Ламбер» (англ. Malet Lambert school). По її закінченню Купер прийняв пропозицію «Галл Сіті» стати гравцем юніорського складу клубу. У квітні 2008 року Ліам у складі молодіжної команди «тигрів» став володарем Кубка юнацької футбольної ліги. У фіналі цього турніру юнаки «Галла» перемогли однолітків з «Колчестер Юнайтед» з рахунком 3:0. Купер вийшов в цьому поєдинку в стартовому складі, забив перший гол, але незабаром після цього був вилучений з поля за навмисну гру рукою.

### «Галл Сіті»

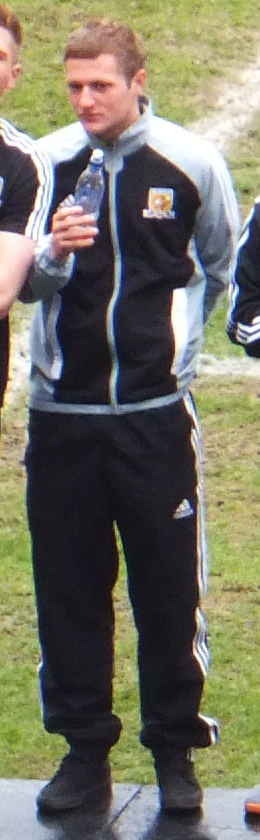
Ліам Купер у складі «Галл Сіті». 2012 рік.

Дебют Купера в першій команді «Галл Сіті» відбувся 26 серпня цього ж року, коли команда в рамках Кубка Ліги зустрічалась з клубом «Суонсі Сіті». А вже 30 серпня, у свій 17-й день народження, Ліам підписав з «Сіті» свій перший професіональний контракт. 26 вересня 2009 року Купер вперше вийшов на поле в матчі англійської Прем'єр-ліги, в якому «Галл» на «Енфілді» грав з «Ліверпулем». У березні 2010 року Ліам підписав з «Сіті» нову 3-річну угоду про співробітництво. У сезоні 2010/11 захисник не потрапляв до складу «тигрів», провівши за пів року лише три матчі.
10 січня 2011 року для отримання ігрової практики Купер був відданий в місячну оренду команді «Карлайл Юнайтед». 15 січня Ліам дебютував у складі свого нового клубу в поєдинку проти «Бристоль Роверз». На 73-й хвилині шотландець вразив ворота «піратів», забивши свій перший гол у професіональній кар'єрі. 8 липня захисник знову був відданий «Галлом» в оренду — цього разу новим тимчасовим клубом Купера став «Гаддерсфілд Таун». 9 серпня Ліам вперше вийшов на поле в офіційному матчі «тер'єрів» — йоркширці в першому раунді Кубка англійської ліги зустрічалися з «Порт Вейлом». 1 грудня Купер мав зустріч з керівництвом «Гаддерсфілда», де він попросив достроково припинити його оренду в «Таун» через зміну головного тренера в «Галл Сіті». Представники «тер'єрів» з розумінням поставилися до бажання шотландця і в той же день відпустили Ліама в розташування «тигрів».
У березні того ж року розрив хрестоподібних зв'язок отримав капітан «Галла» Джек Гоббс. Купер гідно замінив лідера команди у центрі оборони «тигрів», утворивши міцну пару захисників зі своїм одноклубником Джеймсом Честером.

### «Честерфілд»
1 листопада 2012 року шотландець на правах місячної оренди перебрався в клуб «Честерфілд». Менеджер нової команди Купера, Пол Кук, коментуючи цю подію, висловив своє задоволення підписанням Ліама. Через два дні захисник зіграв свій перший матч за «Честерфілд», провівши 76 хвилин матчу Кубку Англії з «Гартлпул Юнайтед». 17 листопада Купер вперше відзначився забитим м'ячем у колективі з арени «Проєкт», завдавши точний результативний удар у поєдинку проти «Оксфорд Юнайтед». 4 грудня оренда шотландця була продовжена «Честерфілдом» ще на місяць. 5 січня 2013 року Ліам перейшов у дербіширську команду на постійній основі, підписавши з клубом контракт терміном на два з половиною роки, провівши у команді наступні півтора року як основний гравець.

### «Лідс Юнайтед»
13 серпня 2014 року Купер був проданий у «Лідс Юнайтед», підписавши з командою трирічний контракт з командою з Чемпіоншипу. Купер дебютував у цій команді 16 серпня в матчі проти «Міддлсбро» (1:0), 8 листопада забив свій перший гол за «Лідс», вразивши з далекої дистанції ворота «Блекпула» (3:1). Після травми тодішнього капітана Стівена Ворнока, Купер був призначений тимчасовим капітаном на матч кубка проти «Сандерленда» (1:0) 4 січня 2015 року, а головний тренер команди Ніл Редфірн назвав його «природним лідером»
. Після подальшого продажу Стівена Ворнока в окрузі «Дербі Каунті», Редфірн підтвердив, що Купер буде новим постійним капітаном команди.
Втім у липні 2015 року новий головний тренер клубу Уве Реслер передав капітанську пов'язку Солу Бамбі, а Купер став віцекапітаном і лише перед сезоном 2017/18 повернув собі капітанську пов'язку Через кілька днів після цього, 10 серпня Купер підписав нову чотирирічну угоду з клубом до кінця сезону 2020/21.
9 березня 2019 року Купер, який проводив свій 150-ий матч за клуб, зіграв у матчі проти «Бристоль Сіті» (1:0) і став 12-м лише гравцем «Лідс Юнайтед», який був капітаном команд у 100 матчах. У вересні 2019 року він підписав новий 5-річний контракт з «Лідс Юнайтед».
23 вересня 2019 року Купер був присутній на церемонії The Best FIFA Football Awards 2019 і прийняв нагороду від імені головного тренера Марсело Б'єлси та всієї команди, коли вони виграли нагороду FIFA Fair Play. За підсумками того ж сезону команді вдалось виграти Чемпіоншип і вперше за багато років вийти до Прем'єр-ліги. Станом на 3 серпня 2020 року відіграв за команду з Лідса 184 матчі в національному чемпіонаті.

## Виступи за збірні
Купер мав право представляти Англію через місце народження, або Шотландію, оскільки родина його батька родом з містечка Бонесс у Шотландії. В результаті Ліам вибрав другий варіант і у березні 2008 року дебютував у складі юнацької збірної Шотландії (U-17), а пізніше зіграв один матч за збірну до 19 років. Загалом на юнацькому рівні взяв участь у 6 іграх.
Купер отримав свій перший виклик до національної збірної Шотландії 10 березня 2016 року на товариський матч проти Данії, а потім ще раз в березні 2017 роки на товариський матч проти збірної Канади й відбірковий матч на чемпіонат світу проти Словенії. Втім так жодного разу на поле не вийшов.
6 вересня 2019 року дебютував в офіційних матчах у складі національної збірної Шотландії в матчі відбору на чемпіонат Європи 2020 року проти Росії (1:2), а за три дні зіграв і у наступному матчі відбору проти Бельгії (0:4).
| Дата       | Місто      | Господарі         | Результат               | Гості     | Турнір                               | Голи | Примітки |
| ---------- | ---------- | ----------------- | ----------------------- | --------- | ------------------------------------ | ---- | -------- |
| 6-9-2019   | Глазго     | Шотландія         | 1 – 2                   | Росія     | Відбір до ЧЄ 2020                    | -    | 46'      |
| 9-9-2019   | Глазго     | Шотландія         | 0 – 4                   | Бельгія   | Відбір до ЧЄ 2020                    | -    |          |
| 7-9-2020   | Оломоуць   | Чехія             | 1 – 2                   | Шотландія | Ліга націй УЄФА 2020—2021 - 1-й етап | -    |          |
| 8-10-2020  | Глазго     | Шотландія         | 0 – 0 д.ч. (5 – 3 п.п.) | Ізраїль   | Відбір до ЧЄ 2020                    | -    |          |
| 15-11-2020 | Трнава     | Словаччина        | 1 – 0                   | Шотландія | Ліга націй УЄФА 2020—2021 - 1-й етап | -    |          |
| 2-6-2021   | Фару       | Нідерланди        | 2 – 2                   | Шотландія | товариський матч                     | -    | 62'      |
| 14-6-2021  | Глазго     | Шотландія         | 0 – 2                   | Чехія     | ЧЄ 2020 - груповий етап              | -    |          |
| 1-9-2021   | Копенгаген | Данія             | 2 – 0                   | Шотландія | Відбір до ЧС 2022                    | -    |          |
| 4-9-2021   | Глазго     | Шотландія         | 1 – 0                   | Молдова   | Відбір до ЧС 2022                    | -    | 73'      |
| 9-10-2021  | Глазго     | Шотландія         | 3 – 2                   | Ізраїль   | Відбір до ЧС 2022                    | -    | 90+5'    |
| 12-10-2021 | Торсгавн   | Фарерські острови | 0 – 1                   | Шотландія | Відбір до ЧС 2022                    | -    | 89'      |
| 12-11-2021 | Кишинів    | Молдова           | 0 – 2                   | Шотландія | Відбір до ЧС 2022                    | -    |          |
| 15-11-2021 | Глазго     | Шотландія         | 2 – 0                   | Данія     | Відбір до ЧС 2022                    | -    |          |
| Усього     |            | Матчів            | 13                      |           | Голів                                | 0    |          |